# Демидова Марія Олександрівна
Марія Олександрівна Демидова (1937—2007) — доярка, Герой Соціалістичної Праці (1966).

## Біографія
Марія Демидова народилася 14 жовтня 1937 року у селі Починки Новодугинського району. Закінчила семирічну школу.
В 1953—1983 роках працювала дояркою ферми Юшино племзаводу «Сичовка». У 1960-ті роки досягла рекордних надоїв молока, отримуючи по 5-6 тисяч кілограмів молока від кожної із закріплених за нею корів.
Указом Президії Верховної Ради СРСР від 22 березня 1966 року за «рекордні надої молока, за успіхи, досягнуті у виконанні п'ятирічного плану продажу державі продуктів тваринництва» Марія Демидова була удостоєна високого звання Героя Соціалістичної Праці з врученням ордена Леніна і медалі «Серп і Молот».
З листопада 1983 року працювала в рільничій бригаді племзаводу «Сичовка». Проживала у селі Юшино Сичовського району. Померла 19 листопада 2007 року, поховали на центральному кладовищі міста Сичовка.